# 안젤로 세키

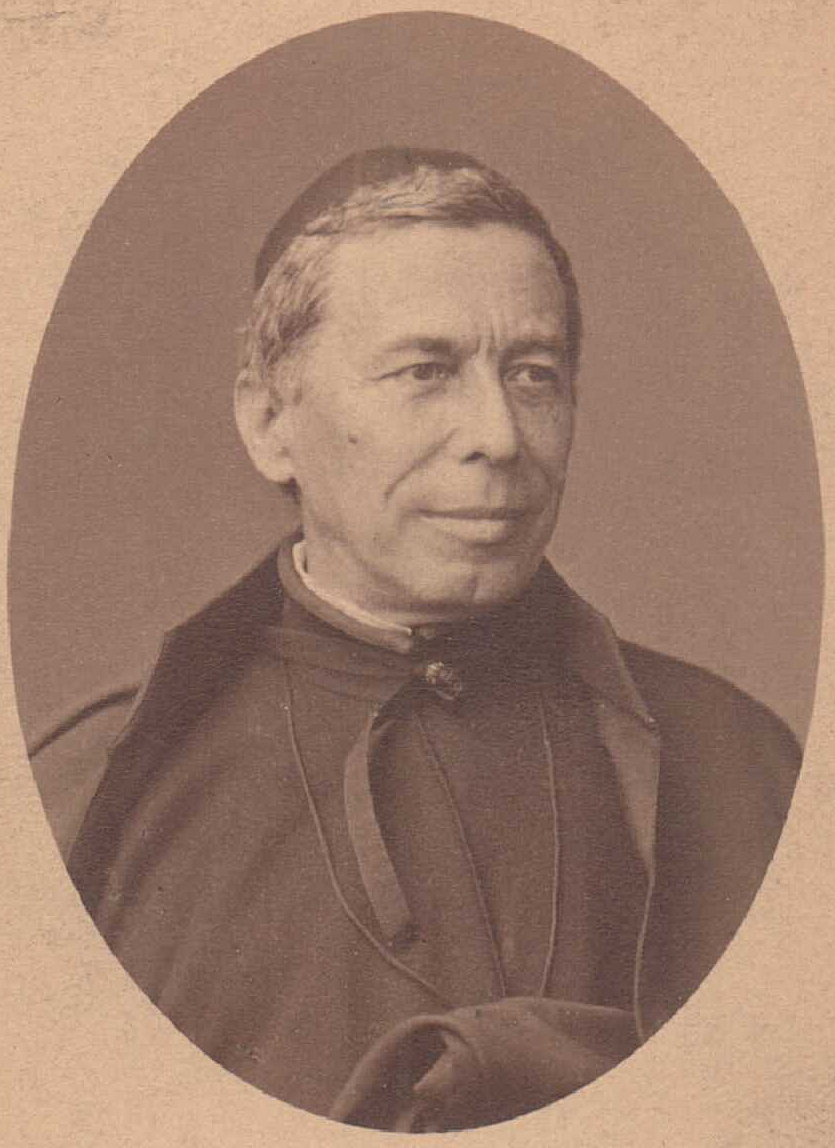
안젤로 세키

안젤로 세키(이탈리아어: Angelo Secchi, 1818년 6월 29일, 에밀리아로마냐 주 레조넬에밀리아 ~ 1878년 2월 26일)은 이탈리아의 천문학자이자 로마 가톨릭의 사제로 28년간 그레고리오 대학교 천문대 관장이었다.